# Bloco Operário e Camponês
O Bloco Operário e Camponês foi uma ala do PCB, que disputou eleições entre 1927 e 1930.

## Fundação e as primeiras eleições
Inicialmente chamado de Bloco Operário, estreou nas eleições para deputado federal em 1927, apoiando 2 candidatos: Azevedo Lima (médico, que representava o 2º Distrito) e João da Costa Pimenta (operário, que representava o 1º Distrito). Comícios em portas de fábricas e em bairros operários foram realizados neste período. Azevedo Lima foi eleito com 11 502 votos, enquanto que João da Costa Pimenta recebeu apenas 1 965 sufrágios. Em 1928, o Bloco Operário passaria a se chamar Bloco Operário e Camponês.
Nas eleições para vereador pela cidade do Rio de Janeiro (na época, Distrito Federal), o BOC indicou 2 nomes para a disputa: o intelectual Octávio Brandão e o operário Minervino de Oliveira. Um comício no Arsenal da Marinha foi interrompido pela Polícia, que matou um operário e prendeu os dois candidatos. Na eleição realizada em outubro, Octávio Brandão foi eleito vereador, com 7 638 votos, e Minervino de Oliveira recebeu mais votos: 8 160 - entretanto, ficou em 13º lugar, não sendo eleito. Duas situações mudariam a situação: um problema jurídico fez com que Carreiro de Oliveira (candidato eleito) teria 745 votos em separado, contra 31 do representante do BOC. Uma apuração mais rigorosa daria a vitória a Minervino, mas as chances de um operário negro e comunista eram baixas. A morte de um vereador eleito fez com que Minervino pudesse assumir o cargo.

## A participação nas eleições presidenciais de 1930 e a extinção do BOC
Para a eleição presidencial em 1930, o BOC procurou fazer aliança com Luís Carlos Prestes, que encontrava-se exilado. Ofereceram-lhe a candidatura à Presidência, mas o líder comunista não aceitou. Coube a Minervino de Oliveira e Gastão Valentim integrarem a chapa que participaria do pleito, juntamente com Getúlio Vargas e Júlio Prestes, que polarizaram a disputa. O BOC lançou ainda candidatos a deputado federal e a senador em vários estados. Minervino tornou-se, antes de Luiz Inácio Lula da Silva, o primeiro operário a disputar uma eleição presidencial. Ele obteve 720 votos, e Gastão Valentim, apenas 141. Durante a campanha, a Polícia interveio em vários momentos, desde o Congresso Nacional do partido até os ataques a sedes do BOC, além das fraudes eleitorais, bastante comuns na época. Durante a votação e a apuração, as oligarquias regionais eliminavam os votos e repassavam a seus candidatos.
Pouco após a eleição, em 3 de outubro, o intendente (vereador) Octávio Brandão foi preso, permanecendo 21 dias encarcerado. Getúlio Vargas fecharia a Câmara Municipal e cassou os mandatos de todos os intendentes. Um dia depois de sair da prisão, Octávio Brandão seria novamente preso (posteriormente seria exilado com sua família para a Alemanha), juntamente com Minervino de Oliveira, que também seria exilado.